# راؤول تورو خوليو
راؤول تورو خوليو (بالإسبانية: Raúl Toro Julio)‏ (21 فبراير 1911 في تشيلي - 30 أكتوبر 1982 في تشيلي) هو مدرب كرة قدم ولاعب كرة قدم تشيلي في مركز الهجوم. شارك مع منتخب تشيلي لكرة القدم. أما مع النوادي، فقد لعب مع سانتياغو واندررز وسانتياغو مورنينغ ‏.

## وصلات خارجية
- راؤول تورو خوليو على موقع ناشيونال فوتبول تيمز (الإنجليزية)
- راؤول تورو خوليو على موقع عالم كرة القدم.نت (الإنجليزية)